# Brenner (consiglio regionale)
Brenner (in ebraico מועצה אזורית ברנר‎?, Mo'atza Azorit Brenner; in arabo: المجلس الإقليمي برنر) è un consiglio regionale nel distretto Centrale di Israele. Si trova nella pianura costiera, nelle vicinanze di Rehovot e Yavne. Il consiglio prende il nome dallo scrittore Yosef Haim Brenner, ucciso durante i moti di Giaffa del 1921.
Il consiglio è stato istituito nel 1950, con una giurisdizione di 36.000 dunum. Nel 2018, le sei comunità del consiglio (due kibbutz e quattro moshav) avevano una popolazione di 8 077 abitanti.

## Località
| Kibbutzim - Givat Brenner - Kvutzat Shiller | Moshavim - Beit Elazari - Bnaya - Gibton - Kidron |